# Nintendo DS Lite
La Nintendo DS Lite (de vegades abreviada com NDSL/DSL o DSLite) és una consola portàtil de dues pantalles confeccionada i distribuïda per Nintendo. És una versió molt més prima, lleugera, manipulable i amb més resolució de pantalla que no pas el model original Nintendo DS. A més a més, va ser dissenyada per complementar estèticament a la que encara havia d'arribar Nintendo Wii. El seu llançament es va anunciar el 26 de gener de 2006 i poc més tard, al 2 de març, es va posar a la venda al Japó com a resposta a la gran demanda que el model original havia deixat.

## Característiques
- Pes: 218 g (21% més lleugera que el model original Nintendo DS)
- Dimensions: 133 mm × 73.9 mm × 21.5 mm (42% menys del volum original de la Nintendo DS).
- Llapis tàctil més gran i fàcil de sostenir.
- Pantalla tàctil molt més resistent i durable.
- Frontissa més resistent.
- El Panell de Control ha estat reduït a 18.6 mm d'amplada (16% més petit que el del model original DS) mentre que els botons A / B / X / Y mantenen les mateixes proporcions tot i que són més agradables al tacte.
- La pantalla ha estat millorada gràcies a la possibilitat d'escollir entre 4 nivells diferents d'il·luminació. Tots aquests nivells són més lluminosos que el de la pantalla original DS. A més, també ofereix la possibilitat de desactivar el llum de fons de la pantalla completament (que si es fa durant el joc, la pantalla queda tota fosca i és gairebé impossible de veure res).
- Duració de la bateria: 15-19 hores en el nivell més baix de lluminositat.[3] 5-8 hores al nivell més alt.
- Conserva l'entrada per a jocs de Game Boy Advance, però a causa del tomany reduït de la consola el joc sobresurt 1 cm. Per conservar la seva imatge impolucra, conté una tapa per omplir el buit quan no s'utilitza cap joc de GBA.
- La Nintendo DS Lite presenta ja alguna de les característiques de la Nintendo Wii com ara les línies del "Panel de Control" (també presents a la Game Boy Micro) i la imatge dels botons.
- Capaç de rebre connexió Wi-Fi des de la Nintendo DS i Nintendo DS Lite.
- L'adaptador de corrent ha estat canviat amb l'objecte d'evitar l'ús creuat entre adaptadors per Nintendo DS i els adaptadors de Nintendo DS Lite. Això és a causa del fet que l'adaptador de NDSL proporciona una major entrada de corrent, ja que necessita suplir una bateria que és més potent.
- El maquinari 3D que presenta és, en principi, capaç d'interpretar 120.000 triangles per segon, a 30 fotogrames per segon. A diferència de la majoria de maquinaris 3D, té un nombre limitat de triangles que poden ser llegits per escena. Aquest límit es troba en algun lloc de la regió dels 4000 triangles. El maquinari 3D està dissenyat per llegir una pantalla solament a cada moment, per tant és difícil obtenir una bona resolució 3D a les dos pantalles alhora.

## Colors
El 10 de febrer del 2006, Nintendo va anunciar els colors en què la consola Nintendo DS Lite seria oferta en el seu llançament al Japó. Originalment aquests colors eren: blanc cristall (Crystal White), blau metàl·lic (Ice Blue) i blau fosc (Enamel Navy). Malauradament, degut a problemes de confecció només el blanc cristall estava disponible en el dia del seu llançament, tot i que els altres dos colors van ser accessibles a partir de l'11 de març del 2006. Més endavant, el 20 de juliol del 2006, es va posar en venda la nova versió rosa (Noble Pink) i finalment el 2 de setembre del 2006 van llençar el model negre (Onyx Black).
A Europa, a més a més de la versió blanca, també es va oferir el model negre (també anomenat "Smart Black" que vol dir "Negre Elegant") en el moment del seu llançament fent així aquest color exclusiu d'aquesta regió. El 27 d'octubre del 2006 el model rosa es va posar a la venda a tot Europa.
A Nord Amèrica, la Nintendo DS Lite en el seu llançament només oferia la possibilitat del color blanc, que es va anomenar "Blanc Polar" fent aquest nom exclusiu d'aquesta regió. El 12 de setembre del 2006 es varen introduir els colors negre i rosa. A aquesta última versió a Amèrica li varen posar el nom de "Pink Nintendo DS Lite".
Podria ser que més endavant Nintendo ofereixi nous colors així com ha fet sempre en altres consoles com ara la Game Boy o la GameCube.